# Sebum
Sebum (din franceză sébum, < latină sebum) este o substanță grasă, alcătuită din mai multe tipuri de lipide, secretată de glandele sebacee care protejează pielea față de agresiunea factorilor nocivi din mediul extern.
Sebumul este un produs alb-gălbui, cu miros specific substanțelor bogate în grăsimi, constituit în cea mai mare parte din lipide (predominant de tip trigliceride). Sebumul lubrifiază pielea, o protejează de umiditate și de uscăciune îi întreține suplețea și participă la protecția împotriva microbilor (bacterii și ciuperci microscopice).
Conține o cantitate mică de proteine, aproximativ 1% colesterol și cantități ceva mai mari de grăsimi neutre și alcooli superiori. Are reacție acidă.
Sebumul acoperă, protejează și înmoaie printr-un film subțire întreaga piele. Secretarea sebumului este controlată direct de hormoni. Testosteronul dezvoltă producerea de sebum, în timp ce estrogenul o inhibă.
Creșterea patologică a secreției de sebum de către glandele sebacee se numește seboree.
Hiperproducția sebumului, asociată cu obstrucția orificiilor glandelor sebacee cu inflamația lor ulterioară, are ca rezultat o afecțiune a epidermei denumită acnee.
Când glandele sebacee produc prea puțin sebum, hiposecreția provoacă ihtioza, o boală de piele caracterizată prin uscarea și descuamarea tegumentelor, care se desfac în șuvițe, în formă de lamele sau solzi de pește (exemplu ihtioza fetală).